# Чилипи
Чилипи (хорв. Čilipi) — містечко в Хорватії, адміністративно належить до Дубровницько-Неретванської жупанії муніципалітету Конавле. Розташоване за 22 км від Дубровника і за 5 км від міста Цавтат. Відоме через «аеропорт Чилипи», відомий як аеропорт Дубровника.

## Історія
Чилипи у 1426 році увійшло до складу Рагузької республіки, а згодом отримало статус селища. В ході війни в 1991—1992 рр. під час сербсько-чорногорської агресії майже все село було спалено, а жителі вигнані. Село було звільнено від загарбників восени 1992 року. Війна залишила важкі наслідки і шкоду культурній спадщині.

## Населення
Населення за даними перепису 2011 року становило 933 осіб.
Динаміка чисельності населення містечка: